# Slavkov (Bohdalovice)
Slavkov (německy Lagau) je malá vesnice, část obce Bohdalovice v okrese Český Krumlov. Nachází se asi čtyři kilometry severozápadně od Bohdalovic. Je zde evidováno 28 adres.
Slavkov leží v katastrálním území Slavkov u Českého Krumlova o rozloze 2,25 km². V tomto katastrálním území je též přírodní památka Slavkovský Chlumek a zasahuje do něj část přírodní památky Žestov.

## Historie
Původní název vesnice byl Lukov. První písemná zmínka o vesnici pochází z roku 1305, kdy byl uváděn Buzek z Lukova. Jan ze Slavkova dělal purkrabího na Rožmberku (1405). Posledním šlechtickým vlastníkem Slavkova byli Kolikrejtarové z Kolikrejtu, kteří jej drželi v letech 1600 až 1606, poté Slavkov koupilo město Český Krumlov. To jej v roce 1793 rozparcelovalo 12 poddaným; Slavkov však nadále zůstal součást českokrumlovského schwarzenberského panství, a to až do poloviny 19. století, kdy se stal samostatnou obcí. V letech 1869 až 1890 byl osadou obce Mezipotočí, v letech 1900 až 1980 byl samostatnou obcí, od 1.8.1990 je částí obce Bohdalovice.
V letech 1938 až 1945 byl Slavkov přičleněn (v důsledku uzavření Mnichovské dohody) k nacistickému Německu.

### Historické údaje o počtu obyvatel a domů
|                | 1869 | 1880 | 1890 | 1900 | 1910 | 1921 | 1930 | 1950 | 1961 | 1970 | 1980 | 1991 | 2001 | 2011 |
| Počet obyvatel | 160  | 151  | 140  | 157  | 150  | 167  | 186  | 35   | 104  | 97   | 96   | 55   | 59   | 77   |
| Počet domů     | 31   | 32   | 32   | 33   | 33   | 33   | 39   | 38   | 23   | 13   | 11   | 7    | 21   | 24   |

Poznámka: V roce 1961 byly započítány i domy v Kališti.
Zdroj: Historický lexikon obcí České republiky  1869 - 2011

## Památky a zajímavosti
- Kostel svatého Bartoloměje (kulturní památka)
- Tvrz a fara (kulturní památka). V roce 1793 byla v tvrzi zřízena fara. V roce 1817 tvrz vyhořela, věž je od té doby pouze třípatrová, původně byla pětipatrová. V letech 1968 až 1969 byla tvrz opravena.[7][12]
- Slavkovská lípa
- Pomník u bývalé hasičské zbrojnice

## Galerie

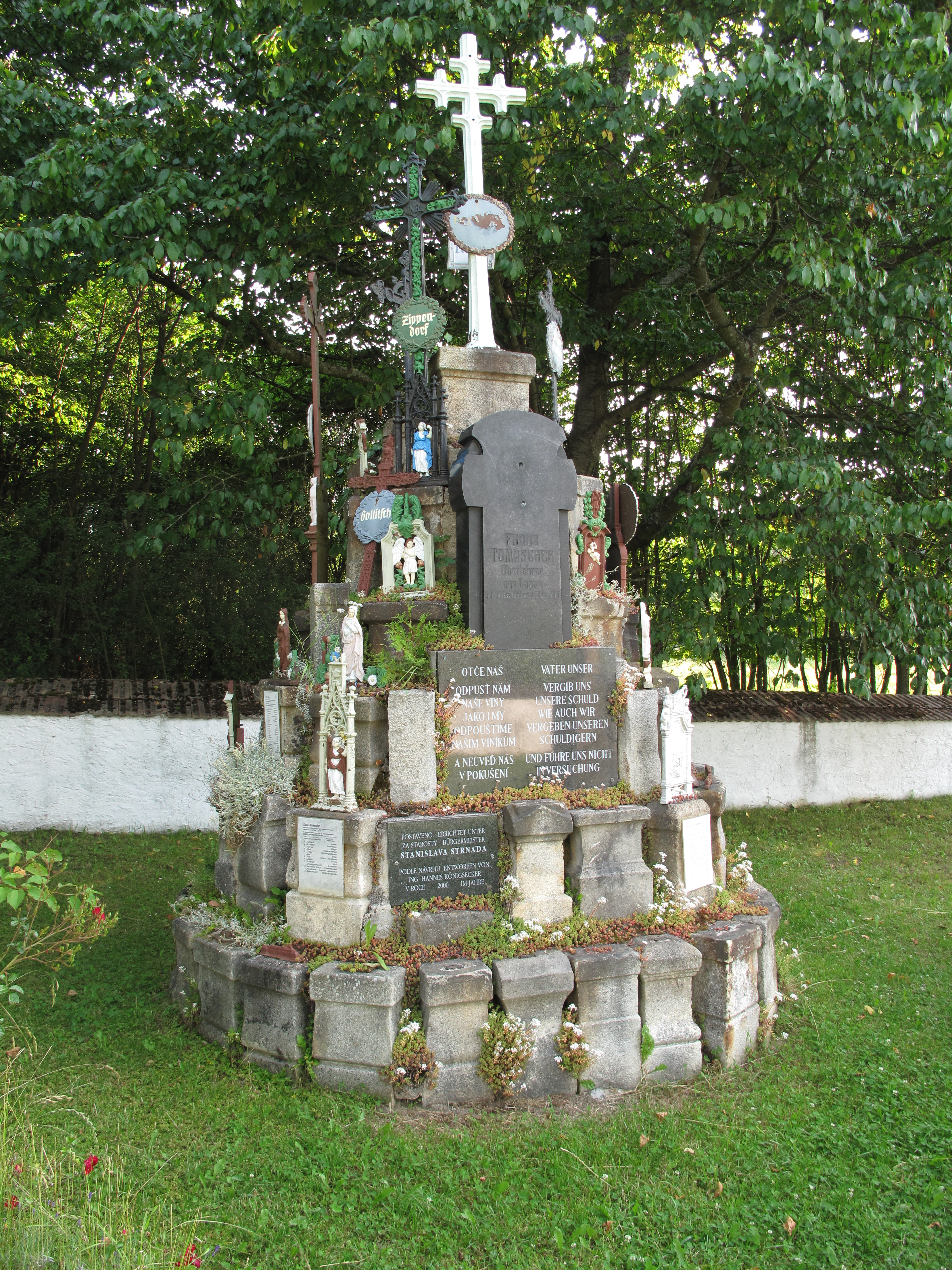
Pomník zemřelým občanům německé národnosti
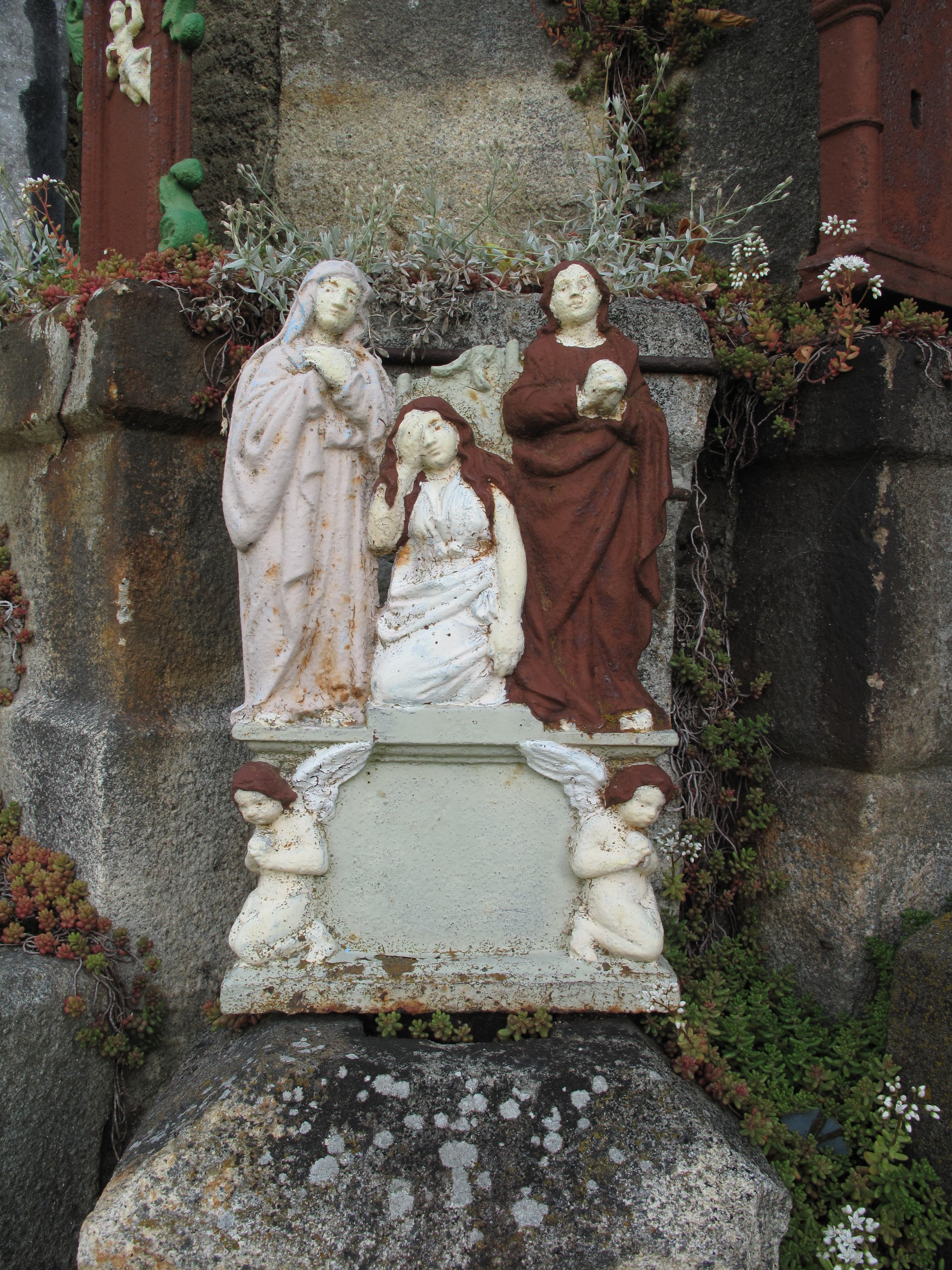
Detail pomníku
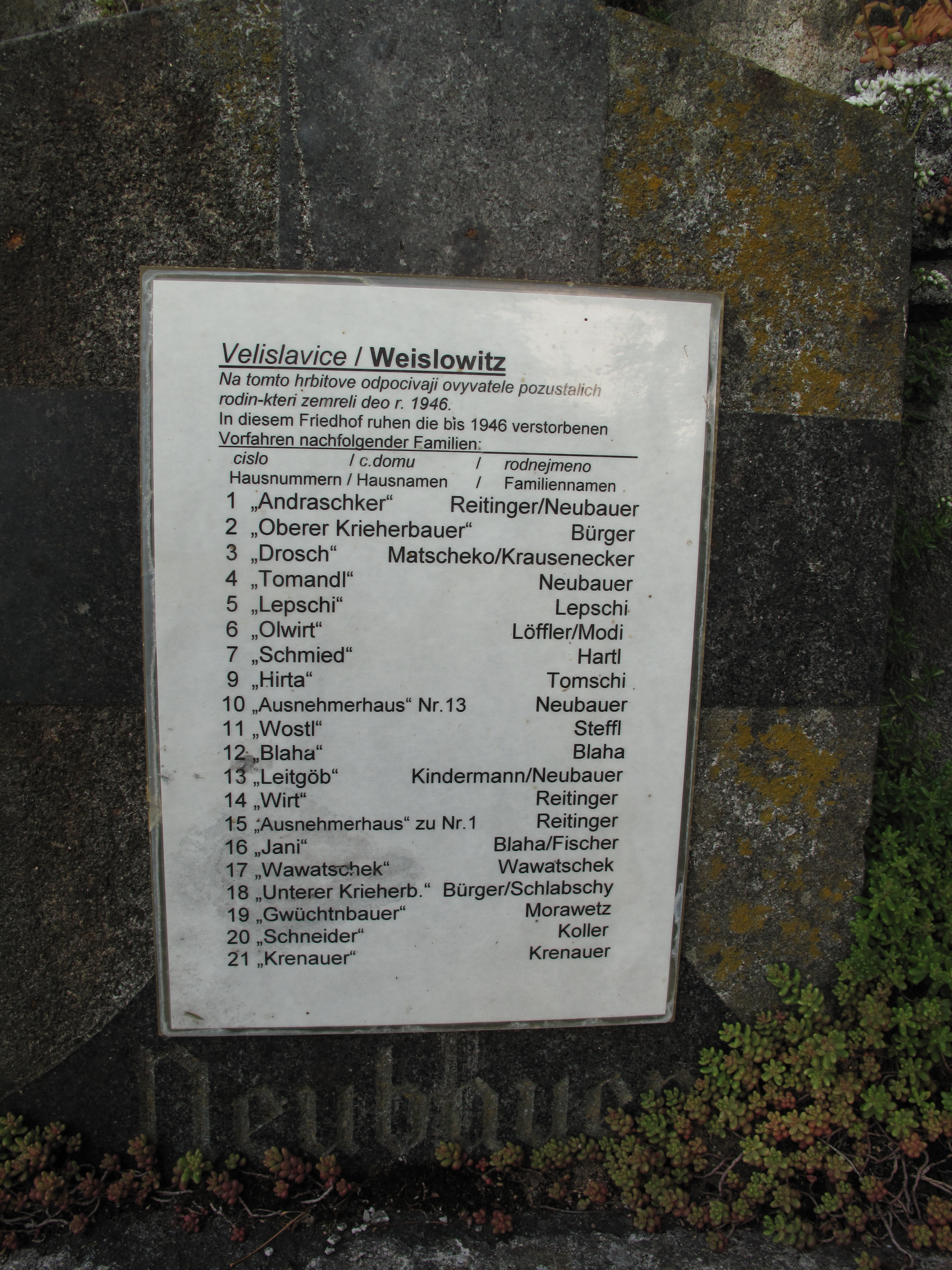
Jména zemřelých